# Norton Barnhill
Norton Barnhill (nacido el 15 de julio de 1953 en Winston-Salem, Carolina del Norte) es un exjugador de baloncesto estadounidense que disputó cuatro partidos en la NBA, además de jugar en las ligas menores estadounidenses CBA y AABA, y en la liga argentina. Con 1,93 metros de estatura, lo hacía en la posición de base. Actualmente se dedica a la pintura abstracta.

## Trayectoria deportiva

### Universidad
Jugó durante su etapa universitaria con los Cougars de la Universidad Estatal de Washington.

### Profesional
Fue elegido en el puesto 134 del Draft de la NBA de 1976 por Seattle SuperSonics, con los que jugó tan solo cuatro partidos, en los que anotó 4 puntos y capturó 3 rebotes. Al año siguiente fichó por los New Jersey Nets, pero fue descartado antes del comienzo de la competición.
Fichó entonces por los Anchorage Northern Knights de la CBA, y al siguiente por los 
Utah Prospectors de la Western Basketball Association, jugando entremedias la breve competición de la AABA con los Carolina Lightning, donde fue el segundo mejor anotador del equipo, promediando 21,5 puntos por partido.
Tras una lesión en la espalda, marchó a jugar a Argentina, fichando por el Asociación Deportiva Atenas, donde jugó dos temporadas, pasando al Obras Sanitarias, donde jugó un año para regresar al Atenas, donde jugó las dos primeras temporadas de la Liga Nacional de Básquet, en las que promedió 22,4 puntos en 56 partidos.

## Estadísticas de su carrera en la NBA

### Temporada regular
| Temporada | Edad | Equipo              | Liga | Pos. | P | TIT | MIN | TC  | TCA | %TC  | 3P | 3PA | %3P | TL  | TLA | %TL | R.OF. | R.DEF. | REB | ASIS | ROB | TAP | PER | FP  | PTS |
| 1976-77   | 23   | Seattle SuperSonics | NBA  | SG   | 4 |     | 2.5 | 0.5 | 1.5 | .333 |    |     |     | 0.0 | 0.0 |     | 0.5   | 0.3    | 0.8 | 0.3  | 0.0 | 0.0 |     | 1.3 | 1.0 |
| Total     |      |                     | NBA  |      | 4 |     | 2.5 | 0.5 | 1.5 | .333 |    |     |     | 0.0 | 0.0 |     | 0.5   | 0.3    | 0.8 | 0.3  | 0.0 | 0.0 |     | 1.3 | 1.0 |